# Yugonostalgia

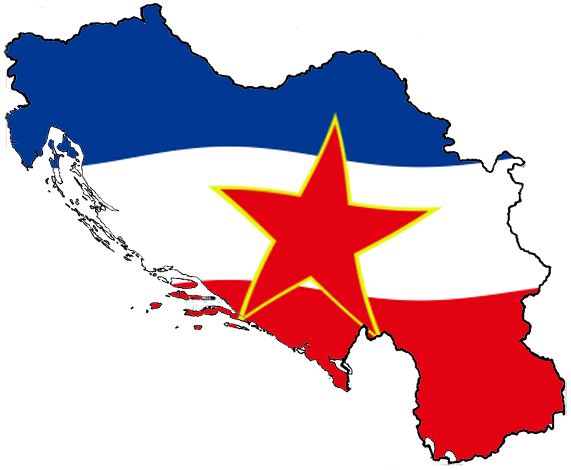
Bandera y contorno de la antigua RFS de Yugoslavia.

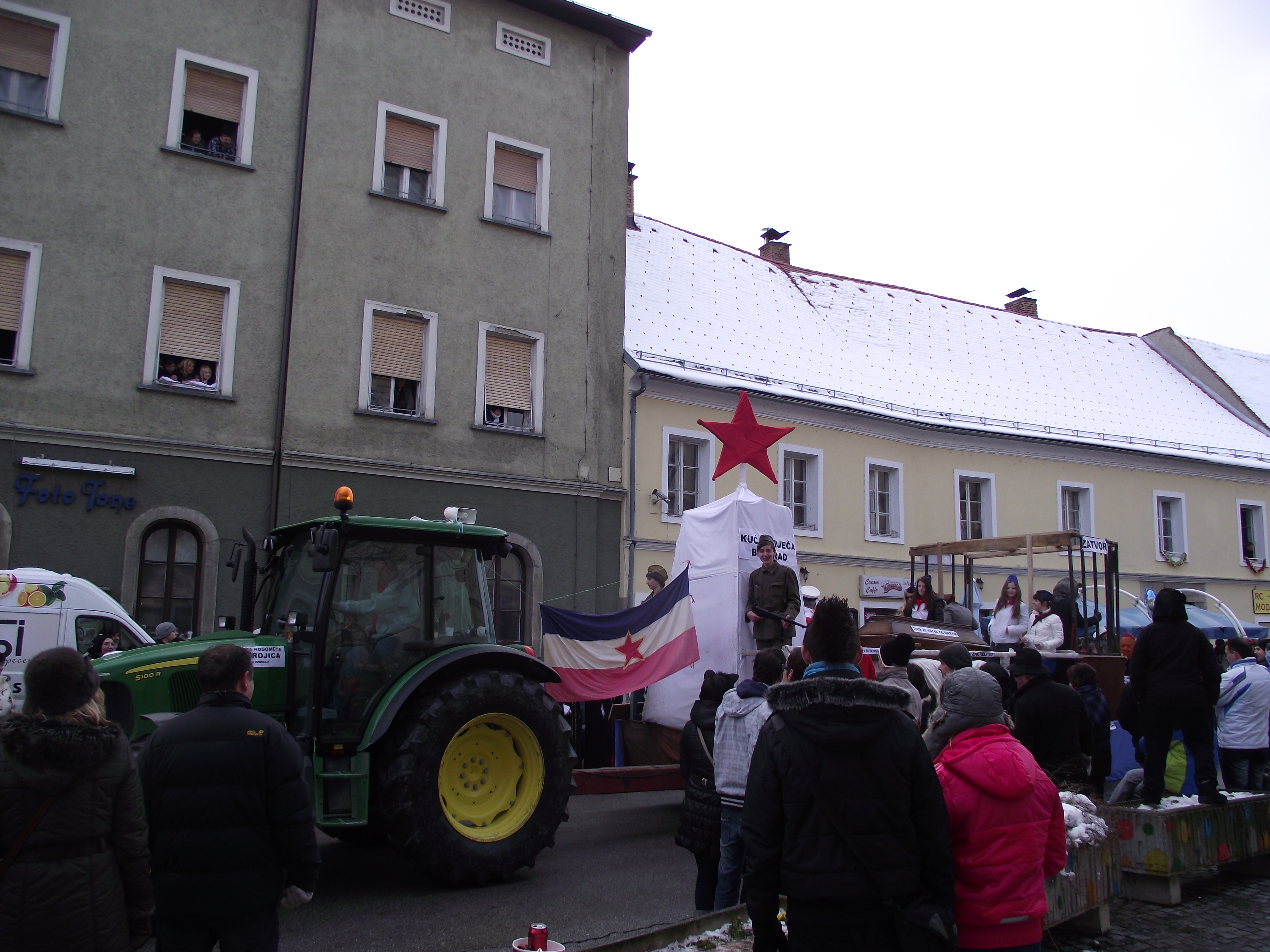
Símbolos yugoslavos durante un carnaval en Ptuj (Eslovenia), en 2013.

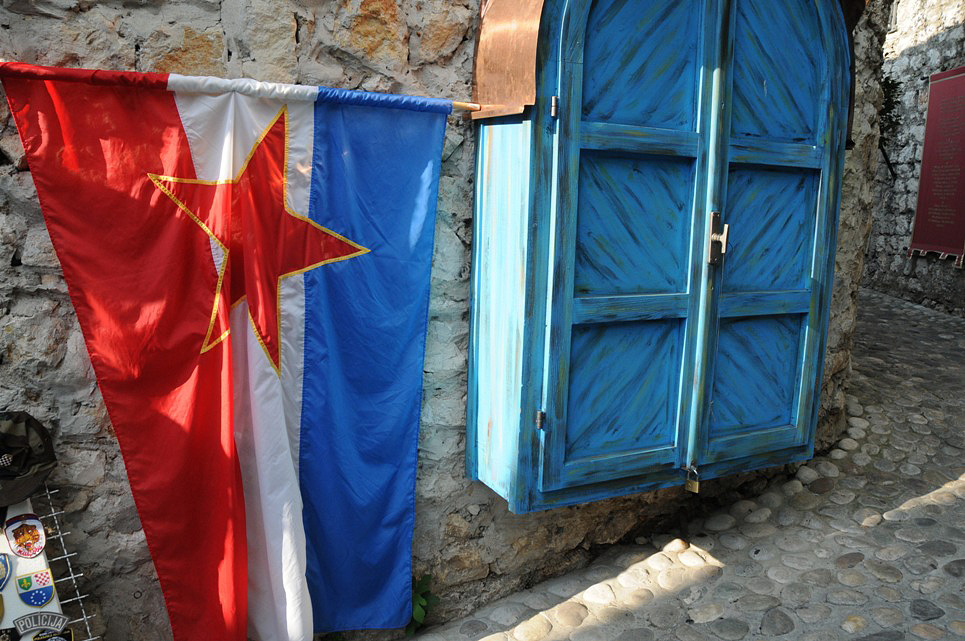
Bandera yugoslava en una calle de Mostar (Bosnia-Herzegovina), en 2009.

La yugonostalgia (esloveno y serbocroata en alfabeto latino: jugonostalgija; macedonio y serbocroata en alfabeto cirílico: југоносталгија) es un fenómeno de tipo sociocultural y psicológico poco estudiado que tiene lugar entre algunos ciudadanos de la antigua RFS de Yugoslavia.

## Definición
Mientras que los aspectos antropológicos y sociológicos de dicho fenómeno no se han estipulado claramente, el término, y su correspondiente adjetivo, "yugonostálgico", se usan normalmente por parte de los propios del lugar de dos maneras diferentes: con connotaciones positivas, o bien de forma peyorativa. Manifestaciones similares de nostalgia post-socialista se han visto en otros países de Europa Central y Oriental.

### Visión positiva

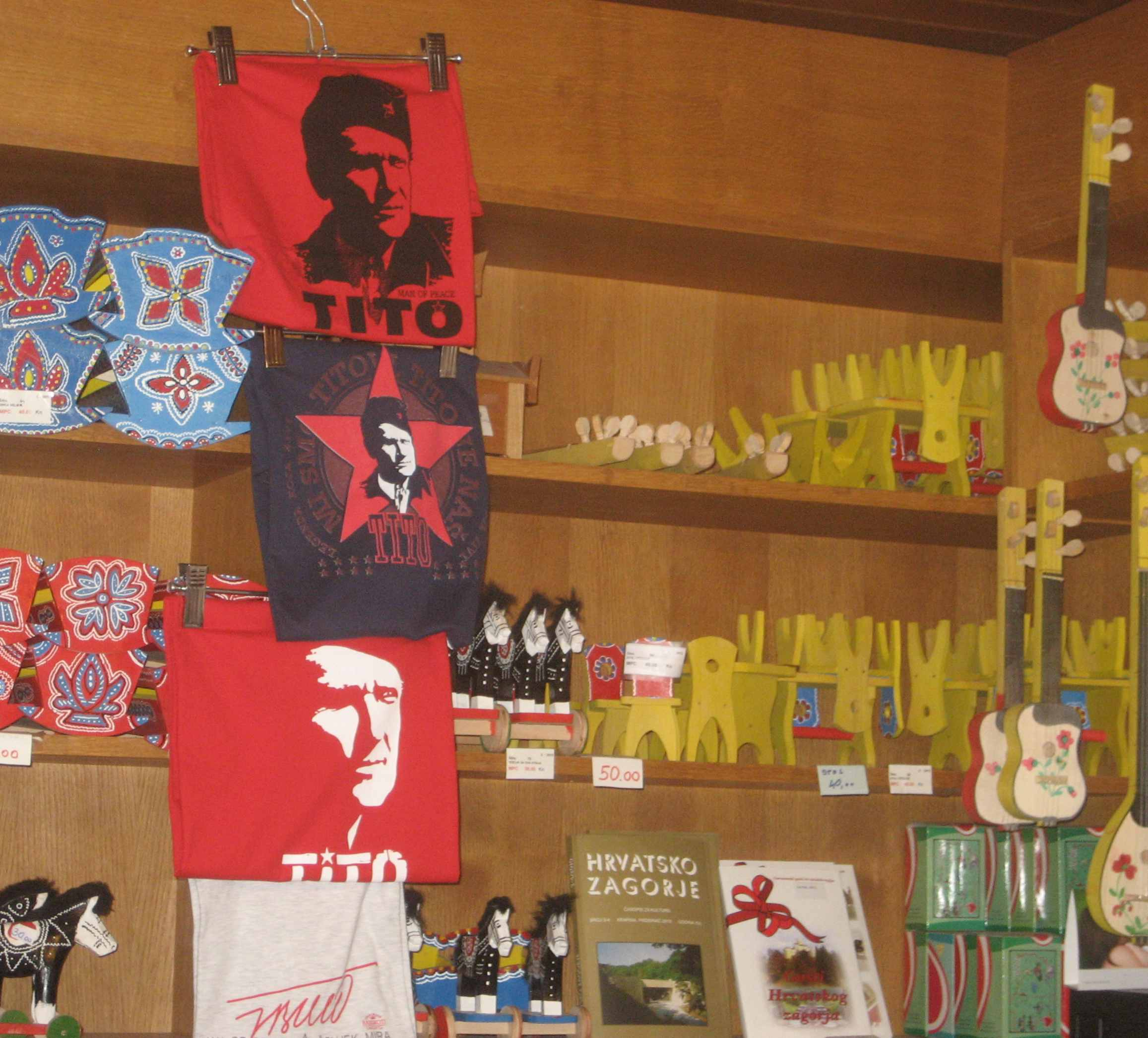
Camisetas estampadas con la imagen de Tito en Kumrovec, su pueblo de nacimiento en la actual Croacia, en 2012.

En su vertiente positiva, la yugonostalgia se refiere al sentimiento afectivo a todos los aspectos idealizados positivamente de la antigua Yugoslavia. Dichos aspectos son a menudo estandarte de izquierdistas en Occidente que apoyaron la existencia del susodicho régimen y de parte de la población urbana en las antiguas repúblicas yugoslavas. Los aspectos por los que apelan son la seguridad económica, el socialismo autogestionario, la multicuturalidad, el internacionalismo y la no-alineación, la historia, la defensa y respeto de costumbres, tradiciones y otros aspectos de la vida cotidiana. Todos estos factores se oponen a los defectos, según los defensores de este sentimiento, que arrojan los estados sucesores de Yugoslavia: provincialismo, chovinismo, corrupción económica/política, la desaparición del estado socialista del bienestar, crisis económica, desigualdad social, mayores niveles de criminalidad, etc.

### Visión negativa
En su vertiente negativa, dicho término ha sido usado por los que apoyaron la disolución del estado federal para criticar a ciertos sectores de anacrónicos, poco patriotas, etc. Durante las Guerras Yugoslavas, el adjetivo "yugonostálgico" era de uso más o menos común por parte de algunos medios de ciertas exrepúblicas yugoslavas, principalmente Croacia y en menor medida Bosnia y Herzegovina, para desacreditar a sectores opuestos.
De acuerdo a Dubravka Ugrešić, el término yugonostálgico es usado para descreditar a una persona y describirla como un enemigo público y como un "traidor".

## Intentos de clasificación
Según Mitja Velikonja, los tipos de yugonostalgia pueden clasificarse de acuerdo con cuatro dimensiones:
- nostalgia personal frente a nostalgia colectiva;
- nostalgia materializada frente a nostalgia como idea o sentimiento (un ejemplo de nostalgia materializada es la que tiene lugar con la proliferación de la demanda de productos a los que podría calificarse de yugonostálgicos);
- nostalgia instrumentalizada (políticamente), frente a nostalgia no instrumentalizada;
- nostalgia mimética, frente a nostalgia satírica.

Por su parte, Zala Volčič distingue tres tipos diferentes de yugonostalgia:
- yugonostalgia revisionista, que buscar revertir los resultados de las guerras de la antigua Yugoslavia y reconstruir un estado común;
- yugonostalgia estática, fenómeno cultural que pretende conservar lo mejor del pasado yugoslavo;
- yugonostalgia escapista, fenómeno comercial que busca obtener un beneficio económico de la añoranza por el pasado.

## Seguimiento actual en la antigua Yugoslavia
Véase: Balkania
Actualmente, las manifestaciones yugonostálgicas están presentes sobre todo en el terreno cultural, gracias a grupos musicales de iconografía retroyugoslava o de ideología titoísta, obras de arte, películas y obras de teatro, y algunos festivales celebrados en ciudades de las antiguas repúblicas yugoslavas (especialmente en Belgrado y Sarajevo).
En lo que respecta a la política, dicho movimiento no cuenta con ningún partido político que lo apoye claramente. No obstante, y a tenor de las encuestas, la mayoría de yugonostálgicos se encuentran en Serbia, Montenegro, Bosnia-Herzegovina y Macedonia del Norte, mientras que Croacia y Eslovenia cuentan con un menor número de nostálgicos de la era comunista.
La yugonostalgia está viendo un reverdecer en varias de las anteriores naciones yugoslavas. En Voivodina (una provincia del norte de Serbia), uno de sus habitantes ha creado una atracción turística bautizada como 'Yugolandia, el cual es un lugar dedicado a Tito y a Yugoslavia. Ciudadanos de la anterior Yugoslavia han recorrido grandes distancias para celebrar la vida de Tito y la existencia de Yugoslavia.

## Reunificación de Yugoslavia
La reunificación de Yugoslavia se refiere a la idea de volver a unir las seis antiguas repúblicas actuales (Bosnia y Herzegovina, Croacia, Eslovenia, Serbia, Montenegro, y Macedonia del Norte), a su anterior estado. Este proceso ha sido visto siempre con muchas dificultades debido a las continuas tensiones entre estos países, que ya se han diferenciado bastante a pesar del corto tiempo de su separación, que no es más de 30 años.

## Yugonostalgia en la cultura contemporánea
Varios programas, algunos de los cuales se cita aquí; son de carácter pan-regionales y comprenden la participación de un mínimo de tres ciudadanos de anteriores naciones de Yugoslavia y no de estados fuera de su extensión territorial anterior.

### Telerrealidad
- Veliki brat (Gran hermano)

- Fusionado con su contraparte croata como Veliki brat 2011

- Farma (La Granja)

Concursos de canto
- Zvezde Granda (Pop Idol)
- X Factor Adria, octubre de 2013-presente (Serbia, Bosnia-Herzegovina, Croacia, Macedonia del Norte, Montenegro)
- Operacija trijumf, 2008-09 (Operación triunfo: Serbia, Bosnia-Herzegovina, Croacia, Macedonia del Norte, Montenegro)
- Idol, 2003-05, (Pop Idol/Idol Colombia: Serbia, Macedonia del Norte, Montenegro)

### Series de TV
- Kursadžije, comedia
- La esencia de la lluvia en los Balcanes, un drama